# ミシサガ (オンタリオ州)

ミシサガ中心部全景

ミシサガ（英語：City of Mississauga、発音：[ˌmɪsɪˈsɒgə]）はカナダのオンタリオ州南部、トロント市の西隣のピール地域に属する。グレータートロント（GTA）の一部を構成しており、人口規模はカナダ国内第6位（2016年現在）。
（注釈：「"Mississauga"」の表記はミシサガのほかに、ミササガ、ミシサウガ、ミシソガなども見られるが、観光局、総領事館などの表記や発音記号にもとづくとミシサガが最も一般的。）

## 概要
カナダでもこの20年で最も急速に人口が増えている都市であり、トロント郊外にある大きな住宅団地や高層コンドミニアムが都会の人々を惹きつける結果となっている。また、法人税率が低く、交通の便（空輸、鉄道、道路）などが発達していることから、多くの企業がオフィスや工場を構えている。日系企業も多く進出していることで知られ在留邦人も多く住む。
トロントのベッドタウンとしての性格からオンタリオ州外ではほとんど知られていない街だが、近年、街の独自性を強くアピールする施策を出しており、スクエア・ワン・ショッピング・センターの周辺を中心に新しい高層コンドミニアムをさらに40棟建てる計画が承認されている。街のランドマークをつくるべく2006年に国際建築デザインコンテストが行われ、中国人建築家馬岩松（ヤンソン・マー、Yansong Ma）が受賞し、2011年から2012年にかけてツインタワーのアブソリュートワールドが完成した。このコンドミニアムは斬新でセクシーなイメージからマリリン・モンロー（Marilyn Monroe）と呼ばれている。
ミシサガという名称はカナダの先住民族の言語アニシナーベ語で「大きな河口（Misi-zaagiing）」、「大きな河口にいる者（Misi-zaagiing）」が由来となっている。

## 歴史

### 沿革
- 1700年頃まで：バーリントン湾からエトビコ・クリークまでのオンタリオ湖岸の地域にミシサガ族とイロコワ族が居住していたが、ミシサガ族がイロコワ族を排除し「ミシサガ・トラクト（ミシサガ園地）」を形成。
- 1805年：ヨーク（現トロント）からの政府の役人が「ミシサガ・トラクト」の約34ヘクタールの土地を1,000ポンド（2,000ドル）で購入。翌年からヨーロッパ系の入植開始。現在のミシサガ市の地域に小さなコミュニティーがたくさん出来た。
- 1873年：この地域で自治体として運営されていない村を管轄するトロント・タウンシップ協議会（Toronto Township Council）設立。
- 1968年：トロント・タウンシップに所属する村のうちポート・クレジット（Port Credit）とストリーツビル（Streetsville）を除く地区が統合しミシサガ町（Town of Mississauga）となる。
- 1974年：ポート・クレジットとストリーツビルを併合し、ミシサガ市（City of Mississauga）として市制施行。同年、オンタリオ州最大の店舗数をもつショッピングモール、スクエア・ワンがオープン。
- 1978年：前市長、ヘーゼル・マキャリオン（Hazel McCallion）がミシサガ市長に就任。以後2014年11月まで35年以上にわたり市長の職にあった。
- 2014年：ボニー・クロンビー（英語版）（Bonnie Crombie）が新市長に就任、2018年10月再選。

## 地理
オンタリオ湖に面しておりその長さ13km。西はオークビルとミルトン。北はブランプトン、東はトロント、そして南はオンタリオ湖に面している。また、ハルトンヒルズが北西に位置する。

### 地形

#### 河川
主な川
市内を流れる主な川はクレジット川で、水量、長さにおいて最も大きい。

### 人口
| 年度   | 人口（人） | 増加率（%） |
| ------ | ---------- | ----------- |
| 2016年 | 721,599    | 1.1         |
| 2011年 | 713,443    | 6.7         |
| 2006年 | 668,549    | 9.1         |
| 2001年 | 612,925    | 12.6        |
| 1996年 | 544,382    | 17.5        |
| 1991年 | 463,388    | 23.9        |
| 1986年 | 374,005    | -           |

- 増加率は過去5年間の人口増加率を意味する。

人口増加率は1996-2001年の期間で12.6%、2001-2006年で9%となっており、この10年間で人口10万人以上増えている。2001年の人口規模7位から2006年までの間にウィニペグを抜いて国内第6位となった。2011年以降は人口増加率は鈍化している。

### 人種
| 人種・民族構成（ミシサガ） 2016年 | 人種・民族構成（ミシサガ） 2016年 | 人種・民族構成（ミシサガ） 2016年 | 人種・民族構成（ミシサガ） 2016年 | 人種・民族構成（ミシサガ） 2016年 |
| --------------------------------- | --------------------------------- | --------------------------------- | --------------------------------- | --------------------------------- |
|                                   |                                   |                                   |                                   |                                   |
| 白人                              | 白人                              |                                   | 42.3%                             | 42.3%                             |
| 南アジア系                        | 南アジア系                        |                                   | 23.2%                             | 23.2%                             |
| 中国系                            | 中国系                            |                                   | 7.6%                              | 7.6%                              |
| 黒人                              | 黒人                              |                                   | 6.6%                              | 6.6%                              |
| フィリピン系                      | フィリピン系                      |                                   | 5.1%                              | 5.1%                              |
| アラブ系                          | アラブ系                          |                                   | 5.1%                              | 5.1%                              |

2016年国勢調査による人種別構成は右記の通りで、有色人種が半数超を占める等多民族・多文化都市となっている。特にインドやパキスタン系移民が2割を占めている。また、人口の半数は英語以外の言語を日常的に用いており、ウルドゥー語やパンジャーブ語等の南アジアの言語も多く使われている。

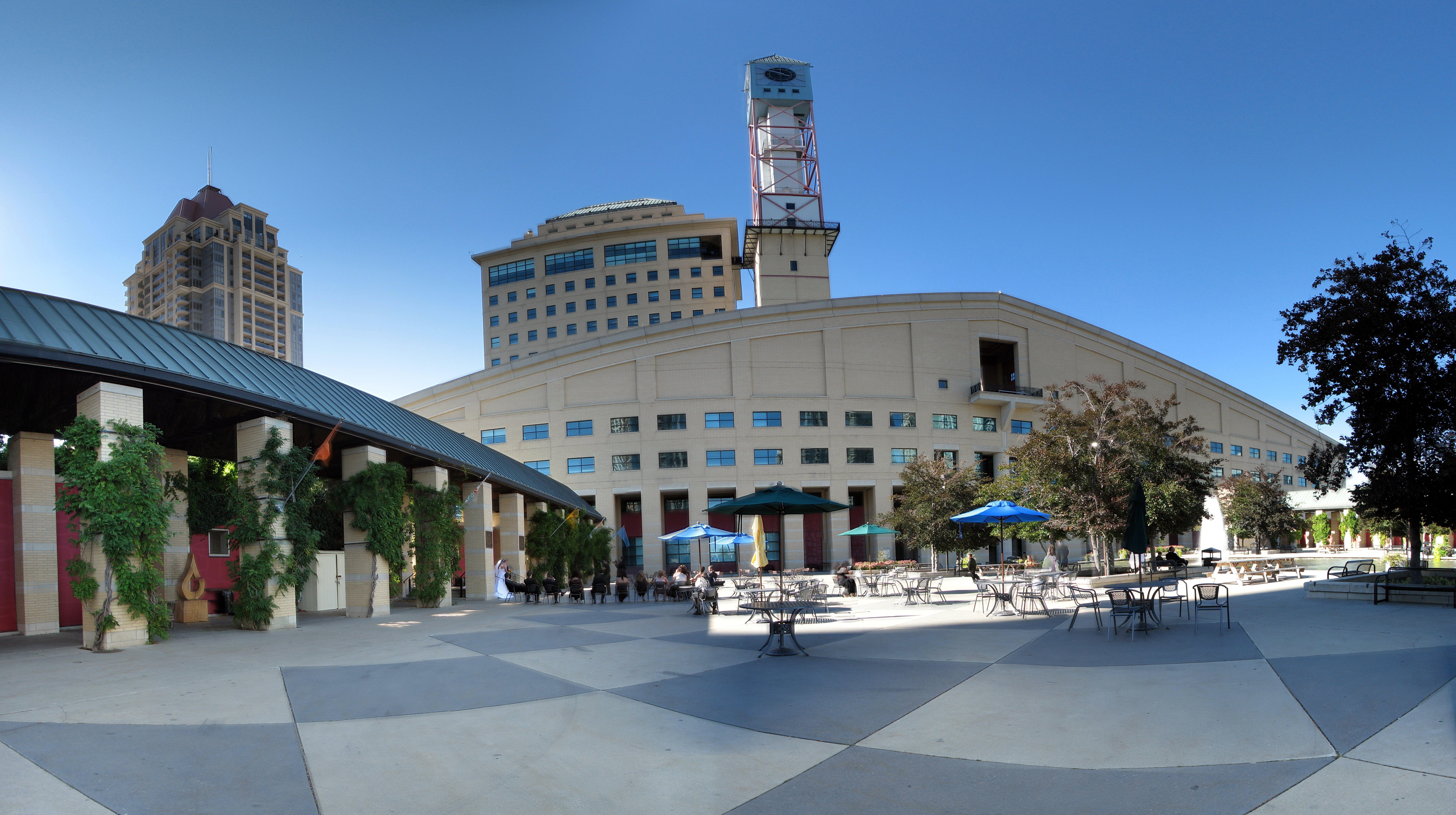
ミシサガ市民センター

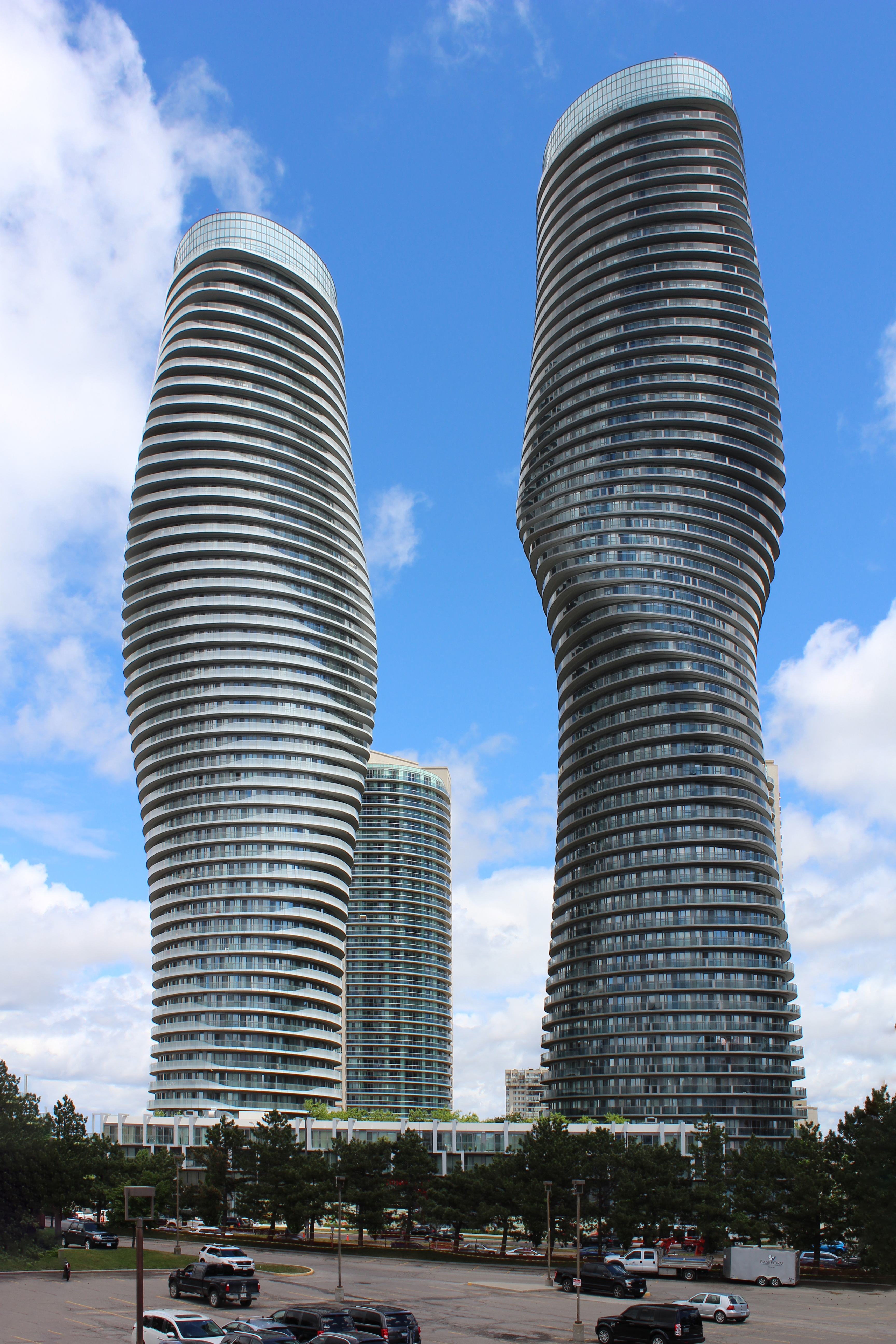
アブソリュートワールドのツインビル

## 交通

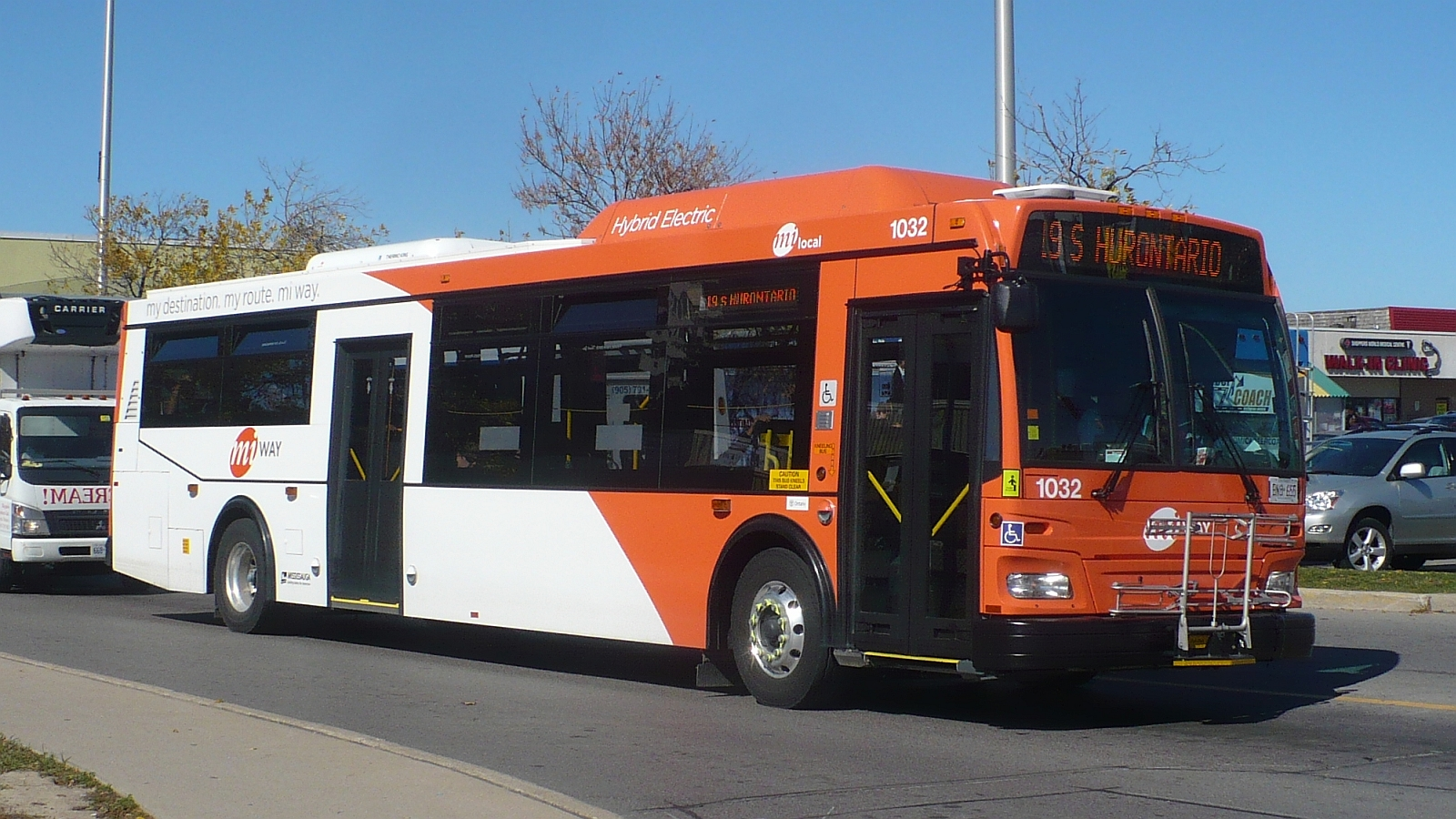
MiWayの市内バス

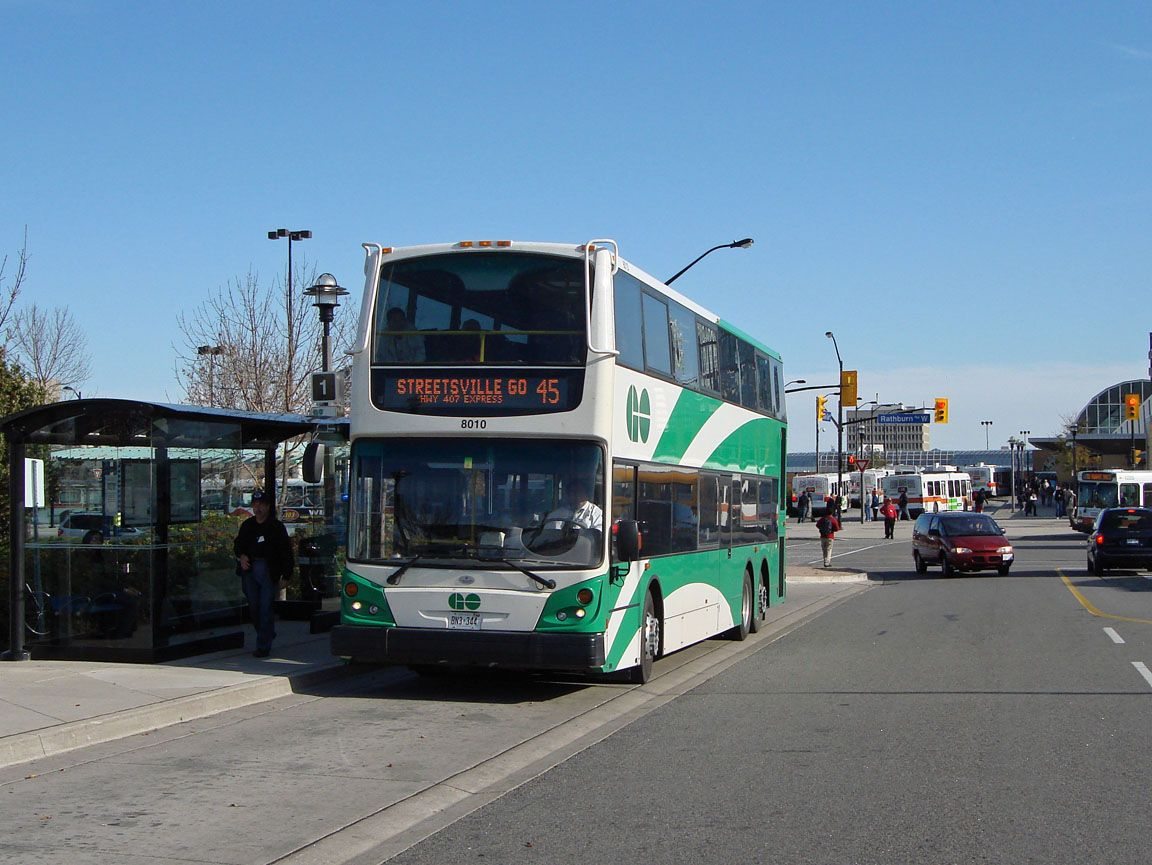
GOトランジットのバス

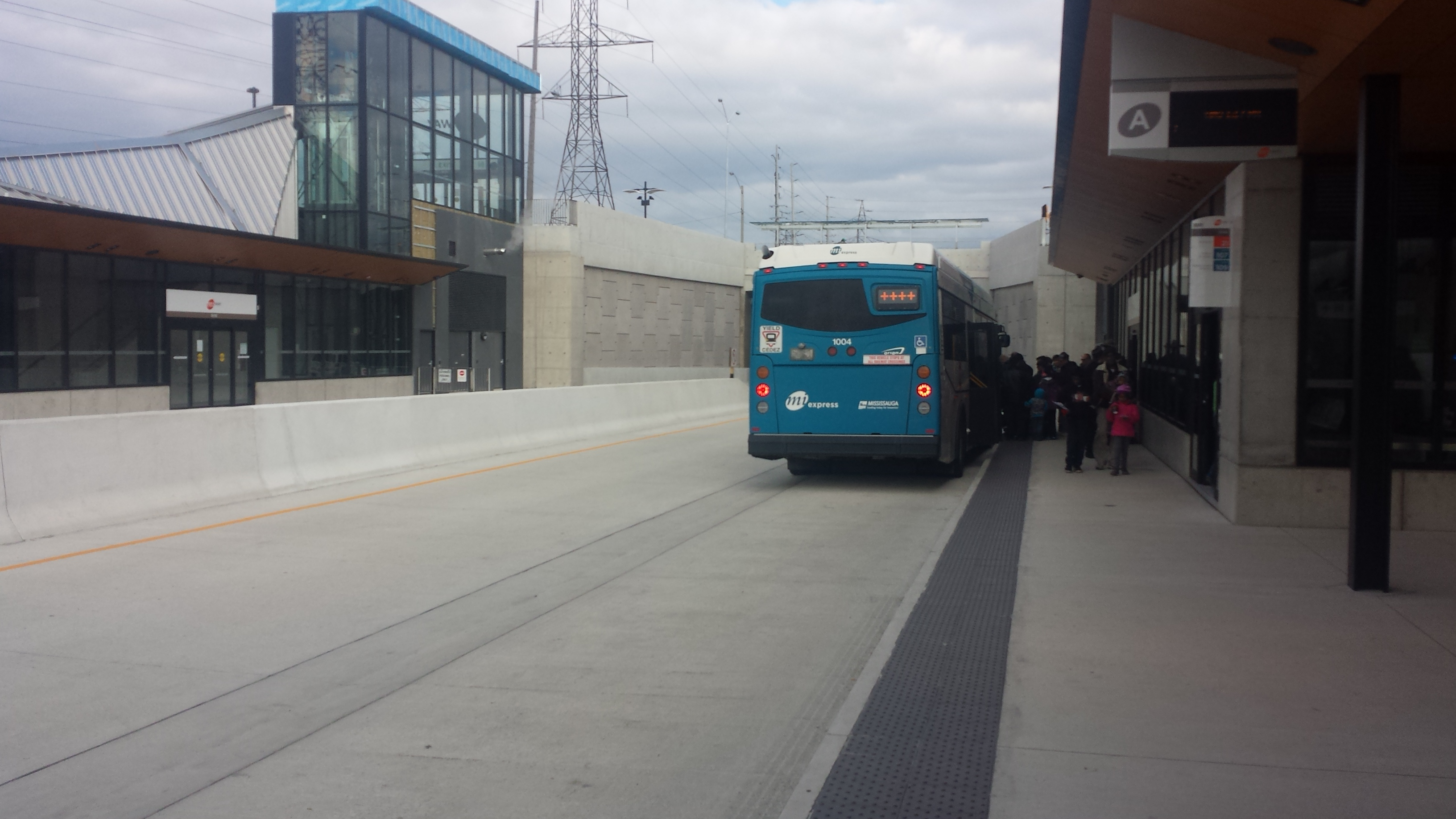
ミシサガ・トランジットウェイ

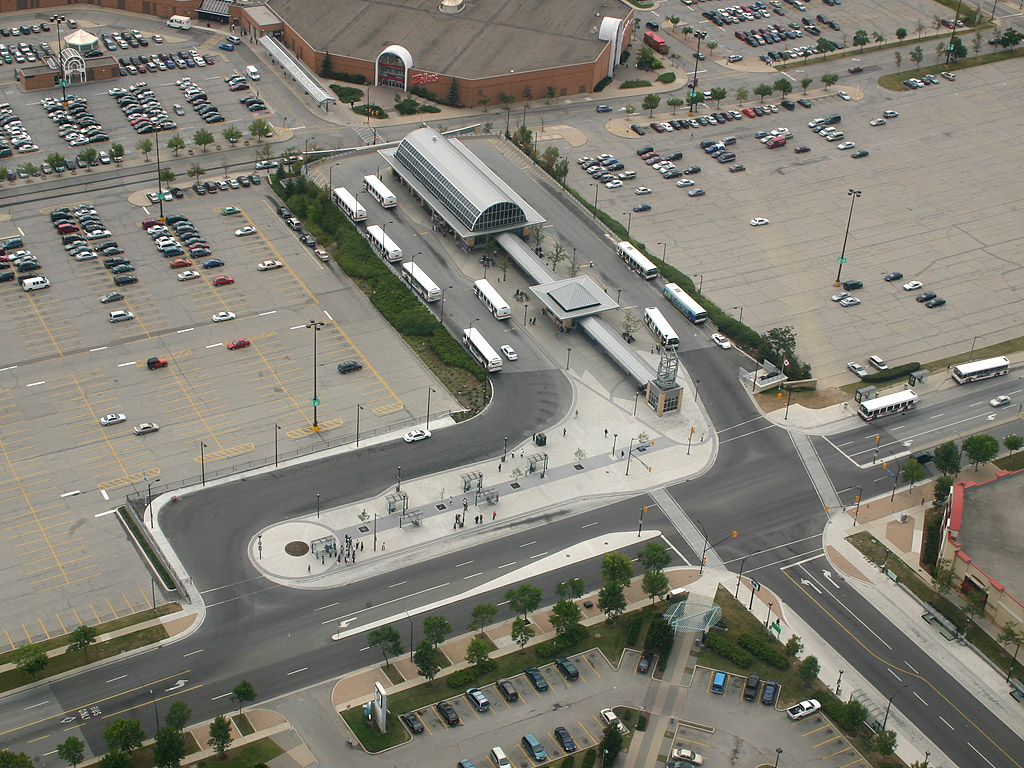
ミシサガ・シティーセンターターミナル

市内には7つの主要幹線道路（ハイウェイ）が走っており、各都市へのアクセスは利便性に富んでいる。トロントとの間はGOトランジットが運行する鉄道とバス、バスでトロント地下鉄のキップリング駅まで向かう方法が主な移動手段となっている。
将来的には2024年完成を目指すライトレール路線のヒューロンタリオLRTや、2021年に完成するトロント地下鉄エグリントン線の第二期区間がミシサガ市内までの延伸が計画されており、トロント・ピアソン国際空港までも結ぶ計画となっている等、トロントとの交通網整備が進められている。

### 空港
- トロント・ピアソン国際空港 ： カナダ最大の空港でトロントとの境にあたる北東部のマルトンにある（IATA：YYZ、ICAO：CYYZ）。

### 鉄道
トロント中心部へはGOトランジットが運営するGOトレインで結ばれており、市内には、レイクショア・ウェスト線、ミルトン線、キッチナー線の3路線が通り、9つの鉄道駅があるが、全路線がトロントユニオン駅へ向かっており市の中心となるような駅はない。また、終日運行はレイクショア・ウェスト線のみであり本数は限られる。おおよそ各鉄道駅から30分前後でユニオン駅に到着する。また、トロント・ピアソン国際空港からユニオン・ピアソン・エクスプレスが走っている。
- レイクショア・ウェスト線･･･ポートクレジット駅、クラークソン駅
- ミルトン線･･･ディキシー駅、クークスビル駅、エリンデール駅、ストリーツビル駅、メドウヴェール駅、リスガー駅
- キッチナー線･･･マルトン駅：VIA鉄道も停車する市内北部の駅
- ユニオン・ピアソン・エクスプレス･･･トロント・ピアソン第1ターミナル駅

### 市内交通
- MiWay（旧ミシサガ・トランジット 、Mississauga Transit）：市バスを運行。2010年10月より「MiWay（マイウェイ）」に改称。
- ミシサガ・トランジットウェイ：バス専用道路で12駅が設置。MiWayとGOトランジットのバス路線が走る。
- ヒューロンタリオLRT：ライトレール路線で2024年に完成予定。GOトレインの2つの駅に接続し、市内を南北に縦断する計画。

## 教育

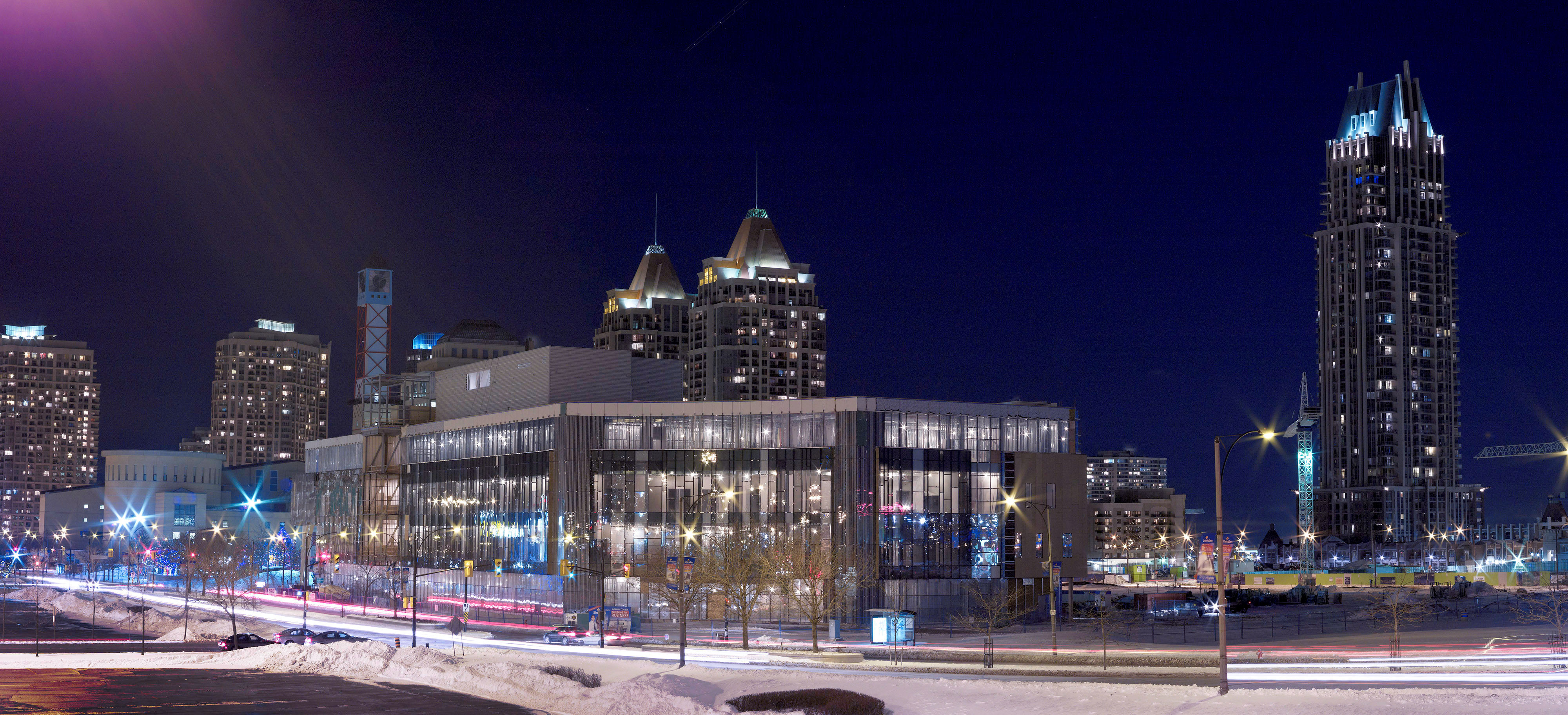
シェリダンカレッジ

市内にはトロント大学の分校であるトロント大学ミシサガ校やトロント大学の医学部キャンパス、シェリダンカレッジがあり、市内の教育はピール地区教育委員会等4つの委員会によって管轄運営されており、フランス語でのイマージョン教育も行われている。

## 施設
- スクエア・ワン・ショッピング・センター
- アブソリュートワールド
- ミシサガ市民センター

## 対外関係

### 姉妹都市･提携都市
- 刈谷市 （日本国 中部地方 愛知県） - 1981年提携[2]。なお、刈谷市では「Mississauga」を「ミササガ」と読むのが通例となっており、ミササガ通りやミササガパークなどが存在する。